# Symphoromyia cinerea
Symphoromyia cinerea är en tvåvingeart som beskrevs av Johnson 1903. Symphoromyia cinerea ingår i släktet Symphoromyia och familjen snäppflugor. Inga underarter finns listade i Catalogue of Life.